# Ovod
Ovod (Овод) è un film del 1955 diretto da Aleksandr Michajlovič Fajncimmer.

## Trama
Il film è ambientato a metà del XIX secolo. In Italia operano forze della Resistenza, nel Nord, occupato dalle truppe austroungariche.
All'interno di questi eventi è narrata la storia di un uomo che si è trasformato in un implacabile combattente per l'indipendenza, un'ombra sfuggente che minaccia gli invasori.